# Верификационизм
Верификационизм (лат. verificare — доказывать истину) — философско-методологическая установка на применение «принципа верификации» в качестве одного из основных критериев научной рациональности.
Для примера, предположение, что мир начал своё существование непродолжительное время назад совершенно таким же, каким мы наблюдаем его сегодня (вместе с вводящими нас в заблуждение следами далекого прошлого), должно быть расценено верификационистом как бессмысленное, поскольку нет никаких рациональных способов узнать, истинно оно или ложно.